# СОС Женски Центар Нови Сад
СОС Женски Центар Нови Сад је непрофитно и невладино удружење грађанки које се бави волонтерским активизмом и програмима примарне и секундарне превенције. Налази се у Новом Саду.

## Историјат
СОС Женски Центар Нови Сад је основан 2004. године, бави се родом и родно заснованим насиљем, родном равноправношћу, психолошком и свеобухватном подршком женама и девојкама у ситуацији насиља, радом са младима, унапређењем квалитета менталног здравља, личним растом и развојем и подстицањем развоја вредности које доприносе изградњи ненасилног друштва. Године 2018. су основали интерактивну изложбу „Насиље има једно лице” са циљем приближавања посетиоцима динамике насиља у породици изнутра и из угла оних које су преживеле насиље и смањења неразумевања према феномену насиља, динамике и пребацивања кривице на жртву. Познати су по развијеним сервисима подршке жртвама родног насиља – сос телефон, посредовање, правна подршка и психолошко саветовалиште. Године 2019. су развили саветовалиште за младе.
Визија им је друштво са развијеном нултом толеранцијом на насиље у коме владају начела родне равноправности и демократије у коме се све жене и девојке и деца осећају заштићено, родно насиље је под контролом умреженог деловања институција и невладиног сектора, а млади се развијају у правцу менталног здравља, заговарају културу ненасиља, оснажени да препознају родно насиље и да потраже адекватну подршку. Реализовали су пројекте „Активно учествујемо у обликовању простора храбрости, равноправности и слободе!” 2020, „Подршка је важна” од 1. октобра до 15. децембра 2020, SOS Youth OPENS од 1. новембра до 15. децембра 2020. и „Није шала – сексуално узнемиравање је озбиљна ствар” од 1. октобра 2021. до 31. маја 2022.